# Hvozdec (Boêmia Central)
Hvozdec é uma comuna checa localizada na região da Boêmia Central, distrito de Beroun.